# Рудолф II (Хабсбург)
Рудолф II фон Хабсбург Добрия (на немски: Rudolf II, Graf von Habsburg, der Gütige, † 10 април 1232) от род Хабсбурги е граф на Хабсбург (1199 – 1232) и херцог на Лауфенбург, Цюрихгау и Ааргау и ландграф в Елзас.

## Произход
Той е единственият син на граф Албрехт III фон Хабсбург († 1199) и на Ита фон Пфулендорф-Брегенц. Рудолф II наследява баща си през 1199 г. Дядо е на Рудолф I, първият хабсбургски крал на Свещената Римска империя.

## Фамилия
Рудолф II се жени за Агнес фон Щауфен (* 1165/1170, † пр. 1232), дъщеря на Готфрид фон Щауфен в Брайсгау (не са роднини с род Хоенщауфен). Те имат децата:
- Вернер IV (умира бездетен)
- Албрехт IV (1188 – 1239), граф на Хабсбург, баща на крал Рудолф I
- Рудолф III († 1249), граф на Лауфенбург
- Гертруда (Гертрудис, 1223 – 1241), ∞ граф Лудвиг III фон Фробург († 1256/1259)
- Хайлвиг (Хелвига) († 30 април 1260), ∞ граф Херман III фон Фробург († 1236/1237)
- дъщеря, ∞ Валтер I, шериф на Шварценберг († 1249)